# Dwars door Vlaanderen 2003
De 58e editie van Dwars door Vlaanderen vond plaats op 26 maart 2003.
De wedstrijd werd gereden over 200 km. Onderweg moesten de renners 11 hellingen overwinnen, waaronder de Berendries, de Eikenberg en de Oude Kwaremont. De eerste grote ontsnapping kwam tot stand na 60 km wanneer Andy Capelle, Tony Bracke en Kristof Trouvé uit het peloton ontsnapten. Hun maximale voorsprong bedroeg 8 minuten. 
Na 116 km wedstrijd was er een valpartij in het peloton. Johan Museeuw was het belangrijkste slachtoffer en hij moest de wedstrijd staken. Onder impuls van Tom Boonen ontstond er na 146 km een kopgroep met onder anderen Robbie McEwen, Nick Nuyens, Dave Bruylandts en Baden Cooke. Onder impuls van Ag2r Prévoyance (in dienst van Jaan Kirsipuu) werden de koplopers 26 km voor het einde bijgehaald. Diverse renners probeerden nadien nog weg te geraken, maar dat was vergeefse moeite. Toch ontstond er nog een selecte kopgroep van 14 renners. Alle tenoren tekenden present zodat deze ontsnapping tot het einde standhield. Diverse aanvalspogingen werden nog in de kiem gesmoord door de Lotto - Domo-trein met Peter Van Petegem, Léon van Bon en Stefan van Dijk. Het ploegwerk werd in de sprint afgemaakt door Robbie McEwen voor zijn landgenoot Baden Cooke en Max van Heeswijk.

## Uitslag
| rang | renner              | land                | ploeg                   | tijd       |
| ---- | ------------------- | ------------------- | ----------------------- | ---------- |
| 1    | Robbie McEwen       | Australië           | Lotto-Domo              | 4u 59' 00" |
| 2    | Baden Cooke         | Australië           | La Française des Jeux   | z.t.       |
| 3    | Max van Heeswijk    | Nederland           | US Postal - Berry Floor | z.t.       |
| 4    | Jo Planckaert       | België              | Palmans - Collstrop     | z.t.       |
| 5    | Geert Verheyen      | België              | Marlux-Wincor-Nixdorf   | z.t.       |
| 6    | Jaan Kirsipuu       | Estland             | Ag2r Prévoyance         | z.t.       |
| 7    | Damien Nazon        | Frankrijk           | Brioches La Boulangère  | z.t.       |
| 8    | Alberto Vinale      | Italië              | Alessio                 | z.t        |
| 9    | Frank Vandenbroucke | België              | Quick Step-Davitamon    | z.t.       |
| 10   | Emmanuel Magnien    | Frankrijk           | Quick Step-Davitamon    | z.t.       |
| 11   | Stefan van Dijk     | Nederland           | Lotto-Domo              | z.t.       |
| 12   | Dave Bruylandts     | België              | Marlux-Wincor-Nixdorf   | z.t.       |
| 13   | Peter Van Petegem   | België              | Lotto-Domo              | z.t.       |
| 14   | Léon van Bon        | Nederland           | Lotto-Domo              | z.t.       |
| 15   | Saulius Ruškys      | Litouwen            | Marlux-Wincor-Nixdorf   | + 00'47”   |
| 16   | Stuart O'Grady      | Australië           | Crédit Agricole         | z.t.       |
| 17   | Roger Hammond       | Verenigd Koninkrijk | Palmans - Collstrop     | z.t.       |
| 18   | Jeremy Hunt         | Verenigd Koninkrijk | MBK - Oktos             | z.t        |
| 19   | Magnus Bäckstedt    | Zweden              | Team Fakta              | z.t.       |
| 20   | Andy Flickinger     | Frankrijk           | Ag2r Prévoyance         | z.t.       |

1945 · 1946 · 1947 · 1948 · 1949 · 1950 · 1951 · 1952 · 1953 · 1954 · 1955 · 1956 · 1957 · 1958 · 1959 · 1960 · 1961 · 1962 · 1963 · 1964 · 1965 · 1966 · 1967 · 1968 · 1969 · 1970 · 1971 · 1972 · 1973 · 1974 · 1975 · 1976 · 1977 · 1978 · 1979 · 1980 · 1981 · 1982 · 1983 · 1984 · 1985 · 1986 · 1987 · 1988 · 1989 · 1990 · 1991 · 1992 · 1993 · 1994 · 1995 · 1996 · 1997 · 1998 · 1999 · 2000 · 2001 · 2002 · 2003 · 2004 · 2005 · 2006 · 2007 · 2008 · 2009 · 2010 · 2011 · 2012 · 2013 · 2014 · 2015 · 2016 · 2017 · 2018 · 2019 · 2020 · 2021 · 2022 · 2023 · 2024

Lijst van beklimmingen